# Taang! Records
Taang! Registres és un segell discogràfic independent de hardcore punk, punk rock, oi!, power pop, ska, indie rock, música psicodèlica i ambient fundat per Curtis Casella a Boston el 1984.

## Història
Taang! Records va començar com un segell exclusiu de senzills, enregistrant els primers grups punk hardcore de la ciutat de Boston, com ara Gang Green, Negative FX, The Mighty Mighty Bosstones o The Lemonheads. El nom de la discogràfica és l'acrònim de la frase Teen Agers Are No Good!. El segell va guanyar protagonisme amb l'auge de l'escena hardcore de Boston i la cultura punk de la dècada del 1980, establint vincles amb l'escena de la propera Washington DC. A més, la popularitat del format de 45 rpm en l'escena alternativa, la xarxa de distribució independent, els fanzins i les emissores de ràdio universitàries van contribuir a la notabilitat del segell. A principis de la dècada del 1990, Taang! Records va vincular-se a l'escena punk del sud de Califòrnia i va traslladar la seva seu a San Diego, on roman.
El primer llançament de llarga durada de Taang! Records va ser l'àlbum homònim de Negative FX, que es va gravar el 1982. El 1986 va publicar cinc títols en vinil: Burning in Water de Moving Targets, Back on the Map de Slapshot, Another Wasted Night de Gang Green, Mine Caroline de The Oysters i un 7 polzades de The Lemonheads. Another Wasted Night de Gang Green va originar tres videoclips que es van emetre per la MTV, fet que va impulsar les vendes del seu disc de debut a més de 30.000 unitats.
A mitjans i finals de la dècada del 1990, Taang! Records es va centrar en publicacions d'arxiu de grups com: Cock Sparrer (quatre llançaments), The Adicts (tres llançaments), The Business (set llançaments), The Exploited (dos llançaments), The Boys (dos llançaments), Last Resort, The Ruts, Slaughter and The Dogs i Stiff Little Fingers (dos llançaments), amb un total de vint-i-sis publicacions en cinc anys.
El catàleg de Taang! Records inclou treballs discogràfics de grups com Poison Idea, Dropkick Murphys, The Exploited, The 4-Skins, Hard-Ons, Jerry's Kids i The Proletariat. La referència número 200 del seu catàleg va ser el treball Friends of No One de Negative Approach, un enregistrament perdut de sis cançons del 1984 que es va descobrir el 2009 en un soterrani de Detroit. Taang! Records va publicar a continuació Nothing Will Stand In Our Way, un àlbum complet del grup, que es va centrar en els seus primers enregistraments (un total de 53 cançons). L'abril de 2014, va publicar The First 10 Singles 1984-88, 7" Vinyl Box Set per a celebrar el 30è aniversari. La caixa conté deu vinils de set polzades limitada a 2.000 còpies numerades dels grups: Gang Green, Last Rights, Stranglehold, Noonday, Underground, Last Stand, Negative FX, Oysters, The Lemonheads, Moving Targets i Slapshot.